# Hieronim Dunin
Hieronim Dunin ze Skrzynna herbu Łabędź – burgrabia krakowski w latach 1665-1667, wojski czernihowski w 1659 roku, sekretarz królewski w 1652 roku, pisarz kancelarii większej koronnej w latach 1630-1631.
Studiował na Uniwersytecie Krakowskim w 1627 roku.